# 2008年金球獎
2008年金球獎，亦稱2008年歐洲足球先生，是《法國足球》雜誌授予2008年表現最優秀的足球運動員的獎項，2008年12月2日正式公佈由葡萄牙球員克里斯蒂亚诺·罗纳尔多成為2008年金球獎得主，他在選舉中取得446票擊敗阿根廷球員梅西（281票）及西班牙球員费尔南多·托雷斯（179票），成為繼尤西比奧（1965年）及路易斯·菲戈（2000年）之後第三位獲得金球獎的葡萄牙球員。效力曼聯的克里斯蒂亚诺·罗纳尔多亦成為繼丹尼斯·劳、博比·查尔顿及乔治·贝斯特之後第四位獲得金球獎的曼聯球員。

## 候選名單
2008年10月19日，《法國足球》雜誌公佈2008年金球獎的30人候選名單，由今年開始金球獎候選名單由原本的50人減少至30人。6月舉行的2008年歐洲國家盃無疑成為本年度金球獎的評分重點，多名在賽事中表現優秀的球員均有列入候選名單，包括多名協助西班牙勇奪冠軍的主要功臣。不過多位著名球星都沒有被入選名單，包括前金球獎得主－舒夫真高（2004年）、朗拿甸奴（2005年）及簡拿華路（2006年）以及自1999年以來首度落選金球獎的候選名單的法國球員亨利。2008年歐國盃冠軍西班牙共有7名球員入選成為名單中最多人入選的國籍，其次只有3人球員入選的英格蘭、荷蘭，意大利、葡萄牙、阿根廷、法國及俄羅斯各有兩人入選，而最意外地2008年歐國盃亞軍德國只有1人入選。
候選名單當中，賽前視為多名金球獎大熱人選紛紛入選，包括伊克尔·卡西利亚斯、克里斯蒂亚诺·罗纳尔多、费尔南多·托雷斯、梅西，當中克里斯蒂亚诺·罗纳尔多更被視為最有機會奪得2008年金球獎的球員。克里斯蒂亚诺·罗纳尔多在2008年內協助曼聯取得多個大賽冠軍，包括2007/08英超聯賽冠軍、2007/08歐聯冠軍及2008年世界冠軍球會盃冠軍，同時他也獲得多項重要個人獎項，包括2007/08英超聯賽及歐聯最佳射手、2008年歐洲金靴獎、2008年UEFA最佳前鋒及最佳球員及2008年度PFA足球先生及英格蘭足球先生。
- 以下列表是2008年金球獎的30人候選名單：

| 球員名稱              | 國籍     | 位置 | 效力球會       |
| --------------------- | -------- | ---- | -------------- |
| 费尔南多·托雷斯       | 西班牙   | 前鋒 | 利物浦         |
| 伊克尔·卡西利亚斯     | 西班牙   | 門將 | 皇家馬德里     |
| 哈维尔                | 西班牙   | 中場 | 巴塞隆拿       |
| 塞尔希奥·拉莫斯       | 西班牙   | 後衛 | 皇家馬德里     |
| 塞纳                  | 西班牙   | 中場 | 比利亚雷亚尔   |
| 薩斯克·法比加斯       | 西班牙   | 中場 | 阿仙奴         |
| 史提芬·謝拉特         | 英格兰   | 中場 | 利物浦         |
| 法蘭克·林柏特         | 英格兰   | 中場 | 車路士         |
| 韦恩·鲁尼             | 英格兰   | 前鋒 | 曼聯           |
| 埃德文·范德萨         | 荷蘭     | 門將 | 曼聯           |
| 拉斐尔·范德法特       | 荷蘭     | 中場 | 皇家馬德里     |
| 路德·范尼斯特鲁伊     | 荷蘭     | 前鋒 | 皇家馬德里     |
| 吉安路易吉·布冯       | 義大利   | 門將 | 祖雲達斯       |
| 卢卡·托尼             | 義大利   | 前鋒 | 拜仁慕尼黑     |
| 佩佩                  | 葡萄牙   | 後衛 | 皇家馬德里     |
| 克里斯蒂亚诺·罗纳尔多 | 葡萄牙   | 中場 | 曼聯           |
| 梅西                  | 阿根廷   | 前鋒 | 巴塞隆拿       |
| 塞尔希奥·阿奎罗       | 阿根廷   | 前鋒 | 马德里竞技     |
| 弗兰克·里贝里         | 法國     | 中場 | 拜仁慕尼黑     |
| 卡里姆·本泽马         | 法國     | 前鋒 | 里昂           |
| 尤里·日尔科夫         | 俄羅斯   | 中場 | 莫斯科中央陆军 |
| 安德烈·阿尔沙文       | 俄羅斯   | 前鋒 | 圣彼得堡泽尼特 |
| 卡卡                  | 巴西     | 中場 | AC米蘭         |
| 米夏埃尔·巴拉克       | 德国     | 中場 | 車路士         |
| 兹拉坦·伊布拉希莫维奇 | 瑞典     | 前鋒 | 國際米蘭       |
| 内马尼亚·维迪奇       | 塞爾維亞 | 後衛 | 曼聯           |
| 萨缪埃尔·埃托奥       | 喀麦隆   | 前鋒 | 巴塞隆拿       |
| 迪迪埃·德罗巴         |          | 前鋒 | 車路士         |
| 埃曼纽埃尔·阿德巴约   | 多哥     | 前鋒 | 阿仙奴         |

## 投票结果
2008年12月2日，《法國足球》雜誌公佈2008年金球獎由葡萄牙球員基斯坦奴朗拿度以大熱之態獲得，他在選舉中在1440票中取得446票，擊敗賽前兩名大熱人選－阿根廷球員美斯及西班牙球員費蘭度托利斯，前者協助阿根廷奪得2008年夏季奧林匹克運動會足球比賽冠軍，後者協助西班牙勇奪2008年歐洲國家盃冠軍，當中決賽一戰定江山成為最大功臣。
| #   | 球員名稱              | 國籍     | 效力球會       | 得分  |
| --- | --------------------- | -------- | -------------- | ----- |
| 1   | 克里斯蒂亚诺·罗纳尔多 | 葡萄牙   | 曼聯           | 446分 |
| 2   | 梅西                  | 阿根廷   | 巴塞隆拿       | 281分 |
| 3   | 费尔南多·托雷斯       | 西班牙   | 利物浦         | 179分 |
| 4   | 伊克尔·卡西利亚斯     | 西班牙   | 皇家馬德里     | 133分 |
| 5   | 哈维尔                | 西班牙   | 巴塞隆拿       | 97分  |
| 6   | 安德烈·阿尔沙文       | 俄羅斯   | 圣彼得堡泽尼特 | 64分  |
| 7   | 大卫·比利亚           | 西班牙   | 巴伦西亚       | 55分  |
| 8   | 卡卡                  | 巴西     | AC米蘭         | 31分  |
| 9   | 兹拉坦·伊布拉希莫维奇 | 瑞典     | 國際米蘭       | 30分  |
| 10  | 史蒂文·杰拉德         | 英格兰   | 利物浦         | 28分  |
| 11  | 塞纳                  | 西班牙   | 比利亚雷亚尔   | 16分  |
| 12  | 埃曼纽埃尔·阿德巴约   | 多哥     | 阿仙奴         | 12分  |
| 13  | 韦恩·鲁尼             | 英格兰   | 曼聯           | 11分  |
| 14  | 塞尔希奥·阿奎罗       | 阿根廷   | 马德里竞技     | 10分  |
| 15  | 弗兰克·兰帕德         | 英格兰   | 車路士         | 8分   |
| 16  | 弗兰克·里贝里         | 法國     | 拜仁慕尼黑     | 7分   |
| 17  | 萨缪埃尔·埃托奥       | 喀麦隆   | 巴塞隆拿       | 6分   |
| 18  | 吉安路易吉·布冯       | 義大利   | 祖雲達斯       | 5分   |
| =19 | 米夏埃尔·巴拉克       | 德国     | 車路士         | 4分   |
| =19 | 薩斯克·法比加斯       | 西班牙   | 阿仙奴         | 4分   |
| =21 | 迪迪埃·德罗巴         |          | 車路士         | 3分   |
| =21 | 塞尔希奥·拉莫斯       | 西班牙   | 皇家馬德里     | 3分   |
| =21 | 内马尼亚·维迪奇       | 塞爾維亞 | 曼聯           | 3分   |
| =24 | 埃德文·范德萨         | 荷蘭     | 曼聯           | 2分   |
| =24 | 路德·范尼斯特鲁伊     | 荷蘭     | 皇家馬德里     | 2分   |

## 外部連結
- 選舉詳細投票結果（rsssf.com）（页面存档备份，存于）